# Editorial Mansalva
Mansalva es una editorial argentina fundada en el año 2005 por Francisco Garamona. Su catálogo está conformado por autores de la talla de César Aira, Rodolfo Fogwill, Alberto Laiseca, Sergio Bizzio, Martín Adán, Vicente Huidobro y Enrique Vila-Matas.

## Catálogo
Mansalva se funda en 2005, y en 2008 sale a la luz con la publicación de El pequeño monje budista, de César Aira, que funda a su vez la Colección Poesía y Ficción Latinoamericana. La misma luego se nutriría con títulos de autores tales como Héctor Libertella, Néstor Sánchez, Copi, Néstor Perlongher, Gabriela Bejerman, Claudio Bertoni, Fabián Casas, Sergio Bizzio, Rosario Bléfari, Cecilia Pavón, Mario Bellatín, Arturo Carrera, Rodolfo Fogwill, Alberto Laiseca, Martín Adán y Vicente Huidobro.
La segunda colección, Campo Real, surgiría unos meses más tarde, con la publicación de la monumental biografía de Osvaldo Lamborghini escrita por Ricardo Strafacce.  Más adelante, se sumarían títulos de Juan L. Ortiz, Rodolfo Fogwill, Mario Levrero, Roberto Jacoby, Arturo Carrera y Francisco Urondo.
Las colecciones restantes son El eslabón prendido -Giorgio de Chirico, Tracey Emin, John Ashbery, entre otros- y Colección popular de arte argentino -Laren, Minujín, Iuso-.

## Las tertulias
Otro rasgo característico de la editorial son las tertulias que brinda con frecuencia. A las mismas, suelen asistir músicos, escritores y artistas plásticos cercanos a Garamona.